# Niphona crampeli
Niphona crampeli es una especie de escarabajo longicornio del género Niphona, tribu Pteropliini, subfamilia Lamiinae. Fue descrita científicamente por Breuning en 1961.
La especie se mantiene activa durante el mes de octubre.

## Descripción
Mide 13 milímetros de longitud.

## Distribución
Se distribuye por Costa de Marfil.